# Kabinett de Gaulle III

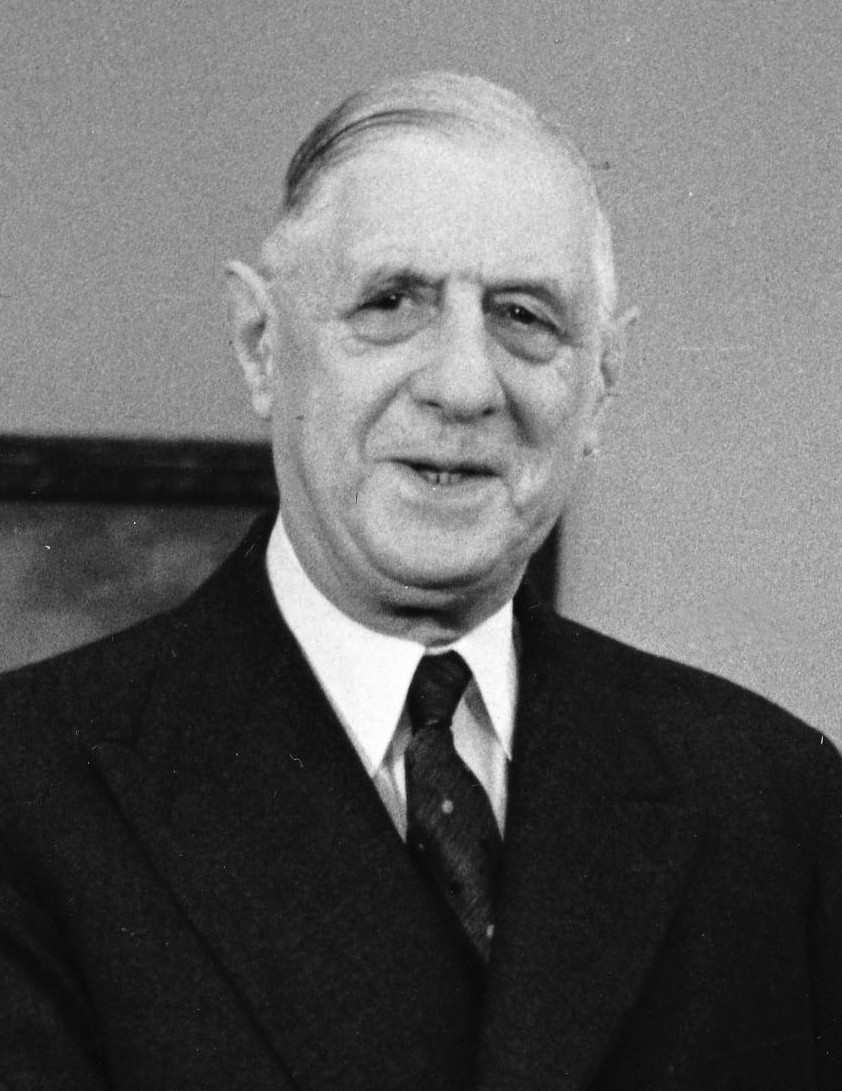
Charles de Gaulle war zwischen 1958 und 1959 Premierminister

Das Kabinett de Gaulle III wurde in Frankreich am 1. Juni 1958 von Premierminister Charles de Gaulle während der Amtszeit von Staatspräsident René Coty gebildet und löste das Kabinett Pflimlin ab. Nach Verabschiedung der Verfassung der Fünften Französischen Republik am 4. Oktober 1958 wurde das wurde das Kabinett am 8. Januar 1959 vom Kabinett Debré abgelöst. De Gaulle selbst wurde daraufhin erster Präsident der Fünften Republik. 
Dem Kabinett gehörten Vertreter von Parti républicain, radical et radical-socialiste (PRS), Section française de l’Internationale ouvrière (SFIO), Mouvement républicain populaire (MRP), Centre national des indépendants et paysans (CNIP), Rassemblement Démocratique Africain (RDA), Républicains sociaux (RS) und Centre républicain (CR) sowie ab ihrer Gründung am 1. Oktober 1958 de Gaulles neue Partei Union pour la Nouvelle République (UNR) an.

## Minister
Dem Kabinett gehörten folgende Minister an:
| Amt                                                      | Name                                        | Beginn der Amtszeit       | Ende der Amtszeit           |
| -------------------------------------------------------- | ------------------------------------------- | ------------------------- | --------------------------- |
| Premierminister                                          | Charles de Gaulle (parteilos)               | 1. Juni 1958              | 8. Januar 1959              |
| Staatsminister                                           | Guy Mollet (SFIO)                           | 1. Juni 1958              | 8. Januar 1959              |
| Staatsminister                                           | Pierre Pflimlin (MRP)                       | 1. Juni 1958              | 8. Januar 1959              |
| Staatsminister                                           | Félix Houphouët-Boigny (RDA)                | 1. Juni 1958              | 8. Januar 1959              |
| Staatsminister                                           | Louis Jacquinot (CNIP)                      | 1. Juni 1958              | 8. Januar 1959              |
| Beigeordneter Minister beim Premierminister              | André Malraux (RS/UNR)                      | 3. Juni 1958              | 8. Januar 1959              |
| Beigeordneter Minister beim Premierminister              | André Boulloche (SFIO)                      | 7. Juli 1958              | 8. Januar 1959              |
| Siegelbewahrer, Justizminister                           | Michel Debré (RS/UNR)                       | 3. Juni 1958              | 8. Januar 1959              |
| Außenminister                                            | Maurice Couve de Murville (parteilos)       | 3. Juni 1958              | 8. Januar 1959              |
| Innenminister                                            | Émile Pelletier (parteilos)                 | 3. Juni 1958              | 8. Januar 1959              |
| Minister für nationale Verteidigung                      | Charles de Gaulle (parteilos)               | 1. Juni 1958              | 8. Januar 1959              |
| Minister für die Streitkräfte                            | Pierre Guillaumat (parteilos)               | 1. Juni 1958              | 8. Januar 1959              |
| Minister für Finanzen und Wirtschaft                     | Antoine Pinay (CNIP)                        | 1. Juni 1958              | 8. Januar 1959              |
| Minister für nationale Bildung                           | Jean Berthoin (PRS)                         | 1. Juni 1958              | 8. Januar 1959              |
| Arbeitsminister                                          | Paul Bacon (MRP)                            | 1. Juni 1958              | 8. Januar 1959              |
| Minister für öffentliche Gesundheit und Bevölkerung      | Paul Bacon (MRP) Bernard Chenot (parteilos) | 1. Juni 1958 7. Juli 1958 | 7. Juli 1958 8. Januar 1959 |
| Minister für die Überseegebiete                          | Bernard Cornut-Gentille (parteilos/UNR)     | 3. Juni 1958              | 8. Januar 1959              |
| Minister für die Sahara                                  | Max Lejeune (SFIO)                          | 3. Juni 1958              | 8. Januar 1959              |
| Minister für öffentliche Arbeiten, Verkehr und Tourismus | Robert Buron (MRP)                          | 3. Juni 1958              | 8. Januar 1959              |
| Minister für Industrie und Handel                        | Édouard Ramonet (CR)                        | 9. Juni 1958              | 8. Januar 1959              |
| Landwirtschaftsminister                                  | Roger Houdet (CNIP)                         | 9. Juni 1958              | 8. Januar 1959              |
| Bauminister                                              | Pierre Sudreau (parteilos)                  | 9. Juni 1958              | 8. Januar 1959              |
| Minister für Veteranen und Kriegsopfer                   | Edmond Michelet (RS/UNR)                    | 9. Juni 1958              | 8. Januar 1959              |
| Minister für Post, Telegrafie und Telefonie              | Eugène Thomas (SFIO)                        | 9. Juni 1958              | 8. Januar 1959              |
| Informationsminister                                     | Jacques Soustelle (RS/UNR)                  | 7. Juli 1958              | 8. Januar 1959              |